# لامبيدوزا ولينوزا
لامبيدوزا ولينوزا (بالإيطالية: Lampidusa e Linusa)‏ بلدية في مقاطعة أغريجنتو في صقلية الإيطالية، تقع على بعد حوالي 300 كيلومتر جنوبي باليرمو و220 كم جنوب غرب أغريجنتو.

## السكان
في سنة 1861 بلغ عدد السكان 998 نسمة، وتطور العدد ليصل في سنة 2011 لـ 6٬105 نسمة.
يظهر هذا المخطط البياني تطور النمو السكاني لـ لامبيدوزا ولينوزا

## توأمة
للامبيدوزا ولينوزا اتفاقيات توأمة مع كل من:
- باسانو دل غرابا
- وع [الإنجليزية]‏